# Peru op de Olympische Zomerspelen 1984
Peru nam deel aan de Olympische Zomerspelen 1984 in Los Angeles, Verenigde Staten. 

## Medailleoverzicht
| Sport       | Olympiër       | Discipline | Medaille |
| ----------- | -------------- | ---------- | -------- |
| Schietsport | Francisco Boza | trap       | Zilver   |

## Deelnemers en resultaten per onderdeel

### Atletiek
| Olympiër    | Discipline   | Resultaat | Prestatie                 |
| ----------- | ------------ | --------- | ------------------------- |
| Roger Soler | 5000m (m)    | 41e       | serie 4: 10de in 14.28,26 |
|             |              |           |                           |
| Ena Guevara | marathon (v) | 35e       | 2:46.50                   |

### Gewichtheffen
| Olympiër     | Discipline  | Resultaat | Prestatie                                                          |
| ------------ | ----------- | --------- | ------------------------------------------------------------------ |
| Juan Rejas   | -82,5kg (m) | 14e       | trekken: 15de met 120kg stoten: 16de met 150kg totaal: 270kg       |
| Jaime Molina | -90kg (m)   | 21e       | trekken: 24ste met 130kg stoten: 21ste met 152,5kg totaal: 282,5kg |

### Judo
| Olympiër           | Discipline | Resultaat | Prestatie                          |
| ------------------ | ---------- | --------- | ---------------------------------- |
| Fernando Ferreyros | +95kg (m)  | 11e       | 1ste ronde: V van CMR Silas: ippon |

### Paardensport
| Olympiër          | Discipline  | Resultaat | Prestatie                           |
| Dressuur          | Dressuur    | Dressuur  | Dressuur                            |
| ----------------- | ----------- | --------- | ----------------------------------- |
| Mariam Cunningham | individueel | 35e       | kwalificatie: 35ste met 1317 punten |

### Roeien
| Olympiër                                             | Discipline   | Resultaat | Prestatie                                                                     |
| ---------------------------------------------------- | ------------ | --------- | ----------------------------------------------------------------------------- |
| Alfredo Montenegro Arturo Valentín Francisco Viacava | twee-met (m) | 12e       | serie 1: 6de in 7.44,73 herkansingen: 5de in 7.50,40 finale B: 6de in 7.52,59 |

### Schietsport
| Olympiër            | Discipline                 | Resultaat | Prestatie                       |
| ------------------- | -------------------------- | --------- | ------------------------------- |
| Justo Moreno        | 10m luchtgeweer (m)        | 35e       | 567 punten: (93-95-94-94-94-97) |
| Justo Moreno        | 50m geweer liggend (m)     | 45e       | 583 punten: (98-99-97-98-93-98) |
| Pedro García, Jr.   | 50m pistool (m)            | 40e       | 532 punten: (87-88-85-91-93-88) |
| Carlos Hora         | 50m pistool (m)            | 11e       | 555 punten: (92-91-94-94-91-93) |
| Pedro García, Jr.   | 25m snelvuurpistool (m)    | 19e       | 587 punten: (293-294)           |
| Esteban Boza        | skeet                      | 55e       | 176 punten                      |
| Juan Giha           | skeet                      | 53e       | 177 punten                      |
| Francisco Boza      | trap                       | Zilver    | 192 punten shoot-off: 23 punten |
|                     |                            |           |                                 |
| Gladys de Seminario | 50m geweer 3 houdingen (m) | 27e       | 540 punten: (193-180-167)       |

### Volleybal
| Olympiër | Discipline | Resultaat | Prestatie |
| --- | ---------- | --------- | --- |
| Luisa Cervera María Cecilia del Risco Denisse Fajardo Fernando Ferreyros Miriam Gallardo Rosa García Sonia Heredia Natalia Málaga Gaby Pérez Carmen Pimentel Cecilia Tait Gina Torrealva | zaal (v)   | 4e        | groep B: 2de W van Canada: 3-0 (15-9, 15-10, 15-4) V van Japan: 0-3 (8-15, 7-15, 5-15) W van Zuid-Korea: 3-2 (15-8, 15-6, 7-15, 6-15, 15-13) halve finale: V van Verenigde Staten: 0-3 (14-16, 9-15, 10-15) bronzen finale: V van Japan: 1-3 (15-13, 4-15, 7-15, 10-15) |

| Groep B |            |             |             |             |             |             |             |        |        |        |        |
| #       | Land       | Wedstrijden | Wedstrijden | Wedstrijden | Wedstrijden | Wedstrijden | Wedstrijden | Punten | Punten | Punten | Punten |
| #       | Land       | G           | W           | V           | SW          | SV          | SR          | SPW    | SPL    | Saldo  | Punten |
| 1       | Japan      | 3           | 3           | 0           | 9           | 1           | +8          | 143    | 73     | +70    | 6      |
| 2       | Peru       | 3           | 2           | 1           | 6           | 5           | +1          | 123    | 125    | -2     | 5      |
| 3       | Zuid-Korea | 3           | 1           | 3           | 6           | 6           | 0           | 137    | 125    | +12    | 4      |
| 4       | Canada     | 3           | 0           | 2           | 0           | 9           | -9          | 55     | 135    | -80    | 3      |

| Ronde          | Datum       | Plaats | Land | Score            | Land |
| -------------- | ----------- | ------ | ---- | ---------------- | ---- |
| Groepsfase     |             |        |      |                  |      |
| 30 juli        | Los Angeles | Peru   | 3-0  | Canada           |      |
| 1 augustus     | Los Angeles | Japan  | 3-0  | Peru             |      |
| 3 augustus     | Los Angeles | Peru   | 3-2  | Zuid-Korea       |      |
| Halve finale   |             |        |      |                  |      |
| 5 augustus     | Los Angeles | Peru   | 0-3  | Verenigde Staten |      |
| Bronzen finale |             |        |      |                  |      |
| 7 augustus     | Los Angeles | Japan  | 3-1  | Peru             |      |

### Wielersport
| Olympiër       | Discipline       | Resultaat | Prestatie      |
| -------------- | ---------------- | --------- | -------------- |
| Ramón Zavaleta | wegwedstrijd (m) | DNF       | niet gefinisht |

### Worstelen
| Olympiër        | Discipline  | Resultaat   | Prestatie                                                |
| Vrije stijl     | Vrije stijl | Vrije stijl | Vrije stijl                                              |
| --------------- | ----------- | ----------- | -------------------------------------------------------- |
| José Inagaki    | -62kg (m)   | 15e         | groep A: 8ste V van KOR Lee: 0-4 V van FRG Herbster: 0-4 |
| Ivan Valladares | -68kg (m)   | 17e         | groep B: 9de V van TUR Şeker: 0-4 V van FRA Brulon: 0-4  |

### Zwemmen
| Olympiër           | Discipline           | Resultaat | Prestatie                  |
| ------------------ | -------------------- | --------- | -------------------------- |
| Fernando Rodríguez | 100m vrije slag (m)  | 44e       | serie 7: 4de in 54,61      |
| Alejandro Alvizuri | 100m rugslag (m)     | 35e       | serie 7: 6de in 1.02,63    |
| Fernando Rodríguez | 100m rugslag (m)     | 34e       | serie 6: 6de in 1.02,27    |
| Alejandro Alvizuri | 200m rugslag (m)     | 30e       | serie 1: 6de in 2.13,30    |
| Oscar Ortigosa     | 100m schoolslag (m)  | 41e       | serie 3: 6de in 1.09,07    |
| Oscar Ortigosa     | 200m schoolslag (m)  | 33e       | serie 3: 4de in 2.29,73    |
| Fernando Rodríguez | 200m wisselslag (m)  | DSQ       | serie 3: gediskwalificeerd |
|                    |                      |           |                            |
| Sandra Crousse     | 100m vrije slag (v)  | 31e       | serie 4: 6de in 1.01,02    |
| Sandra Crousse     | 200m vrije slag (v)  | 22e       | serie 5: 5de in 2.09,42    |
| Karin Brandes      | 100m vlinderslag (v) | 26e       | serie 4: 6de in 1.05,96    |
| Karin Brandes      | 200m vlinderslag (v) | DNS       | serie 4: niet gestart      |
| Karin Brandes      | 200m wisselslag (v)  | 24e       | serie 3: 6de in 2.29,87    |
| Karin Brandes      | 400m wisselslag (v)  | 18e       | serie 2: 7de in 5.11,92    |

Algerije · Amerikaanse Maagdeneilanden · Andorra · Antigua en Barbuda · Argentinië · Australië · Bahama’s · Bahrein · Bangladesh · Barbados · België · Belize · Benin · Bermuda · Bhutan · Birma · Bolivia · Bondsrepubliek Duitsland · Botswana · Brazilië · Britse Maagdeneilanden · Canada · Centraal-Afrikaanse Republiek · Chili · China · Chinees Taipei · Colombia · Congo-Brazzaville · Costa Rica · Cyprus · Denemarken · Djibouti · Dominicaanse Republiek · Ecuador · Egypte · El Salvador · Equatoriaal-Guinea · Fiji · Filipijnen · Finland · Frankrijk · Gabon · Gambia · Ghana · Grenada · Griekenland · Groot-Brittannië · Guatemala · Guinee · Guyana · Haïti · Honduras · Hongkong · Ierland · IJsland · India · Indonesië · Irak · Israël · Italië · Ivoorkust · Jamaica · Japan · Joegoslavië · Jordanië · Kaaimaneilanden · Kameroen · Kenia · Koeweit · Lesotho · Libanon · Liberia · Liechtenstein · Luxemburg · Madagaskar · Malawi · Maleisië · Mali · Malta · Marokko · Mauritanië · Mauritius · Mexico · Monaco · Mozambique · Nederland · Nederlandse Antillen · Nepal · Nicaragua · Nieuw-Zeeland · Niger · Nigeria · Noord-Jemen · Noorwegen · Oeganda · Oman · Oostenrijk · Pakistan · Panama · Papoea-Nieuw-Guinea · Paraguay · Peru · Portugal · Puerto Rico · Qatar · Roemenië · Rwanda · Salomonseilanden · Samoa · San Marino · Saoedi-Arabië · Senegal · Seychellen · Sierra Leone · Singapore · Soedan · Somalië · Spanje · Sri Lanka · Suriname · Swaziland · Syrië · Tanzania · Thailand · Togo · Tonga · Trinidad en Tobago · Tsjaad · Tunesië · Turkije · Uruguay · Venezuela · Verenigde Arabische Emiraten · Verenigde Staten · Zaïre · Zambia · Zimbabwe · Zuid-Korea · Zweden · Zwitserland